# Groupe Quotidien
Le Groupe Quotidien était un groupe de presse quotidienne français présidé par Philippe Tesson qui, à partir de la fin des années 1970
et jusqu'au milieu des années 1990, publia trois titres principaux : Le Quotidien de Paris, Le Quotidien du médecin et Le Quotidien du pharmacien, et plusieurs autres titres dont Le Quotidien du maire et L'Action économique.

## Historique
Implanté dans le 11e arrondissement de Paris, puis à Neuilly-sur-Seine et enfin à Levallois-Perret, dans les Hauts-de-Seine, il a compté jusqu'à environ 550 salariés au début des années 1990. En 1982, le groupe s'élargit à l'international avec le lancement de la version allemande du Quotidien du Médecin intitulée Ärzte Zeitung.
Aujourd'hui, Le Quotidien du Médecin et Le Quotidien du Pharmacien continuent à être publiés par le Groupe Profession Santé, filiale de la Mutuelle Nationale des Hospitaliers (MNH) depuis 2016. Auparavant, les titres étaient détenus par une filiale de United Business Media (consortium contrôlé par un fonds de pension anglo-saxon).